# Autorul (Star Trek: Voyager)
„Autorul” (titlu original: „Author, Author”) este al 20-lea episod din al șaptelea sezon (și ultimul) al serialului TV american științifico-fantastic Star Trek: Voyager și al 166-lea episod în total. A avut premiera la 18 aprilie 2001 pe canalul UPN.

## Prezentare
[Doctorul (Star Trek)|Doctor]]ul scrie un holo-roman ce urmează a fi publicat în Cuadrantul Alfa, înfățișând personaje ce seamănă izbitor, dar nu și favorabil, cu membrii echipajului.

## Actori ocazionali
- Dwight Schultz - Reginald Barclay
- Richard Herd - Admiral Owen Paris
- Barry Gordon - Arden Broht
- Joseph Campanella - Arbitrator
- Lorinne Vozoff - Irene Hansen
- Juan Garcia - John Torres
- Robert Ito - John Kim
- Irene Tsu - Mary Kim
- Brock Burnett - Male N.D.
- Jennifer Hammon - Female N.D.
- Heather Young - Female Sickbay Crewmember